# Kokrajhar
Kokrajhar là một thành phố và là nơi đặt ban đô thị (municipal board) của quận Kokrajhar thuộc bang Assam, Ấn Độ.

## Địa lý
Kokrajhar có vị trí 26°24′B 90°16′Đ / 26,4°B 90,27°Đ Nó có độ cao trung bình là 38 mét (124 feet).

## Nhân khẩu
Theo điều tra dân số năm 2001 của Ấn Độ, Kokrajhar có dân số 31.152 người. Phái nam chiếm 52% tổng số dân và phái nữ chiếm 48%. Kokrajhar có tỷ lệ 79% biết đọc biết viết, cao hơn tỷ lệ trung bình toàn quốc là 59,5%: tỷ lệ cho phái nam là 84%, và tỷ lệ cho phái nữ là 74%. Tại Kokrajhar, 10% dân số nhỏ hơn 6 tuổi.